# نويل فيلد
نويل فيلد (بالألمانية: Noel Field)‏ هو دبلوماسي وجاسوس وسياسي أمريكي، ولد في 23 يناير 1904 في لندن في المملكة المتحدة، وتوفي في 12 سبتمبر 1970 في بودابست في المجر.

## روابط خارجية
- نويل فيلد على موقع مونزينجر (الألمانية)